# Мошковский, Шабсай Давидович
Шабсай Давидович Мошковский (1895—1982) — советский учёный инфекционист и эпидемиолог.
Доктор медицинских наук, профессор, член-корреспондент Академии медицинских наук СССР (1946). Являлся экспертом Всемирной организации здравоохранения.

## Биография
Родился 23 июля 1895 года в Пинске Минской губернии, в семье учителя еврейской начальной школы — Довида-Бера Иосифовича Мошковского (расстрелянного белополяками по ложному обвинению в числе группы евреев 5 марта 1919 года) и Шифры Ехель-Ароновны Гарбуз.
Его братьями были — Яков Мошковский, военный и полярный лётчик, один из организаторов воздушно-десантных войск в РККА и Михаил Мошковский, советский учёный, академик РАМН, один из основоположников отечественной фармакологии.
После окончания медицинского факультета МГУ (1919 год) был призван в ряды Красной армии, где служил в 1919—1920 годах.
Свою трудовую деятельность Шабсай Давидович начал в 1921 году в Тропическом институте (с 1934 года — Институт медицинской паразитологи им. Е. И. Марциновского). Работал заместителем директора этого института по науке (1935—1950), руководил отделом протозоологии (1936—1968).
Организовал кафедру медицинской паразитологии Центрального института усовершенствования врачей (ЦИУВ), которой руководил с 1935 по 1968 годы.
На протяжении длительного времени являлся членом президиума ученого медицинского совета Минздрава СССР, членом эпидемиологического и фармакологического комитетов и членом редколлегии журнала «Медицинская паразитология и паразитарные болезни».
Ш. Д. Мошковским было написано свыше 300 научных работ, в том числе учебники, пособия и монографии. Под его руководством выполнено 10 докторских и более 30 кандидатских диссертаций.
Умер 20 августа 1982 года в Москве.

## Память
- В память о братьях Мошковских одна из улиц Пинска носит имя «Улица братьев Машковских»[1].
- Имя Шабсая Мошковского навечно вписано в Книгу Почёта Всесоюзного общества микробиологов, эпидемиологов и инфекционистов имени И. И. Мечникова.

## Награды
- Награждён многими орденами и медалями СССР, а также болгарским орденом Кирилла и Мефодия.

## Основные труды
- Мошковский Ш. Д. Аллергия и иммунитет. — М.: Медгиз, 1947. — 92 с.
- Мошковский Ш. Д. Основные закономерности эпидемиологии малярии. — М.: Изд-во Акад. мед. наук СССР, 1950. — 324 с.
- Мошковский Ш. Д., Духанина Н. Н., Раскин А. Я. Е. И. Марциновский (1874—1934): Паразитолог и инфекционист. — М.: Медицина, 1987. — 48 с. — (Выдающиеся деятели отечественной медицины и здравоохранения). — 20 000 экз.